# 751 Фаїна
751 Фаїна (751 Faina) — астероїд головного поясу, відкритий 28 квітня 1913 року.
Тіссеранів параметр щодо Юпітера — 3,373.